# Betzenberg
Betzenberg er et 285 meter højt bjerg, der ligger i Kaiserslautern. 
Bjerget er ca. 50 meter højere end det omkringliggende byområde. 
Bjerget er berømt for at lægge navn til den flotte Fritz Walter Stadion, som tidligere har heddet Betzenbergstadion.
49°25′59.48″N 7°47′25.51″Ø / 49.4331889°N 7.7904194°Ø